# 1406
1406 (MCDVI) fue un año común comenzado en viernes del calendario juliano.

## Acontecimientos
- 25 de diciembre - Juan II es coronado rey de Aragón
- 6 de octubre - La República de Pisa es absorbida por Florencia
- Gregorio XII sucede a Inocencio VII como papa.
- Es secuestrado en un viaje a Francia Jacobo I de Escocia.

## Nacimientos
- Filippo Lippi, pintor italiano.
- Giovanni di Ser Giovanni, llamado «el Scheggia», pintor italiano hermano de Masaccio

## Fallecimientos
- 19 de marzo - Ibn Jaldún, historiador y filósofo social árabe
- 4 de abril - Rey Roberto III de Escocia
- 4 de mayo - Coluccio Salutati, Canciller de Florencia (nacido en 1331)
- 6 de noviembre - Papa Inocencio VII
- 25 de diciembre - Enrique III de Castilla (nacido en 1379)
- 27 de diciembre - María de Luna, reina consorte de la Corona de Aragón (nacida en 1356)
- probable - Toqtamish, jan de la Horda de Oro.